# Савин, Гурий Николаевич
Гу́рий Никола́евич Са́вин (19 января [1 февраля] 1907, Весьегонск, Тверская губерния — 28 октября 1975 года, Киев) — советский учёный в области механики. Академик АН УССР (1948, членкор с 1945), руководитель отдела Института машиностроения и автоматики АН УССР. Член ВКП(б) с 1939 года.

## Биография
Родился в семье учителей начальной школы. В 1921 году семья переехала под Мелитополь на Украину, где Гурий окончил семилетку и поступил на подготовительное отделение Мелитопольского педагогического училища. В учёбе особенные успехи показывал в математике и физике. В 1928 году поступил на математический факультет Днепропетровского физико-химико-математического института (ныне это Днепровский национальный университет), который окончил в 1928 году. В 1933 году познакомился с академиком А. Н. Динником.
С 1932 года работал в Днепропетровском инженерно-строительном институте, профессор с 1941 года. Повышал квалификацию в Сейсмологическом институте Академии наук СССР, где познакомился с С. Л. Соболевым, М. В. Келдышем, Л. И. Седовым. Решил предложенную ему С. Л. Соболевым задачу об обтекании решетки плоским потоком идеальной жидкости. В 1940 году в Математическом институте в Тбилиси защитил докторскую диссертацию.
В 1940—1945 годах директор Института горной механики АН УССР, в годы Великой Отечественной войны вместе с АН УССР в эвакуации в Уфе.
С 1945 года работал во Львовском университете, в 1948—1951 годах — ректор Университета. С 1951 года работал в Институте строительной механики АН УССР (преобразованный в 1958 году в Институт механики, в 1958—1959 годах — директор Института, оставил пост директора из-за инфаркта миокарда), в 1952—1975 годах профессор Киевского университета. В 1952—57 годах — вице-президент АН УССР.
Работы по исследованию концентрации напряжений около отверстий в элементах машин и конструкций, влиянию закруглений углов отверстий на концентрацию напряжений, контактной прочности, динамике шахтных подъемных канатов и методам их расчёта. Дал общее решение смешанной задачи для анизотропной полуплоскости.
Вошёл в Первоначальный состав Национального комитета СССР по теоретической и прикладной механике (1956)
Основал журнал «Прикладная механика».
Похоронен в Киеве на Байковом кладбище.

## Основные работы
- Концентрация напряжений около отверстий. М.—Л., 1951;
- Динамическая теория расчета шахтных подъемных канатов, Киев. 1949;
- Пластинки и оболочки с рёбрами жёсткости. (Соавт. Н. П. Флейшман) АН УССР, Институт механики, Львовский гос. ун-т им. И. Франко. Киев: Наукова думка, 1964. 384 с. : ил.

## Награды и премии
- орден Трудового Красного Знамени
- 2 ордена «Знак Почёта»
- медаль «За трудовую доблесть» (01.10.1944)
- другие медали
- Сталинская премия третьей степени (1952) — за научный труд «Концентрация напряжений около отверстий» (1951)
- Заслуженный деятель науки и техники УССР (1966)
- Премия имени А. Н. Динника АН УССР (1973)